# Volvo F
I Volvo F10/F12/F16 sono una serie di autocarri della casa svedese Volvo Trucks fabbricati dal 1977 al 1993 quando sono stati sostituiti dalla serie FH. 
Il modello F10 fu anche International Truck of the Year nel 1984. Questo prodotto della casa Volvo nei primissimi anni della su vita fu un ottimo camion per il trasporto della legna nella Svezia alta e bassa. È stato importato negli anni successivi in tutta l'Europa e sono numerosi gli esemplari ancora in circolazione a distanza di anni.